# Mozuku

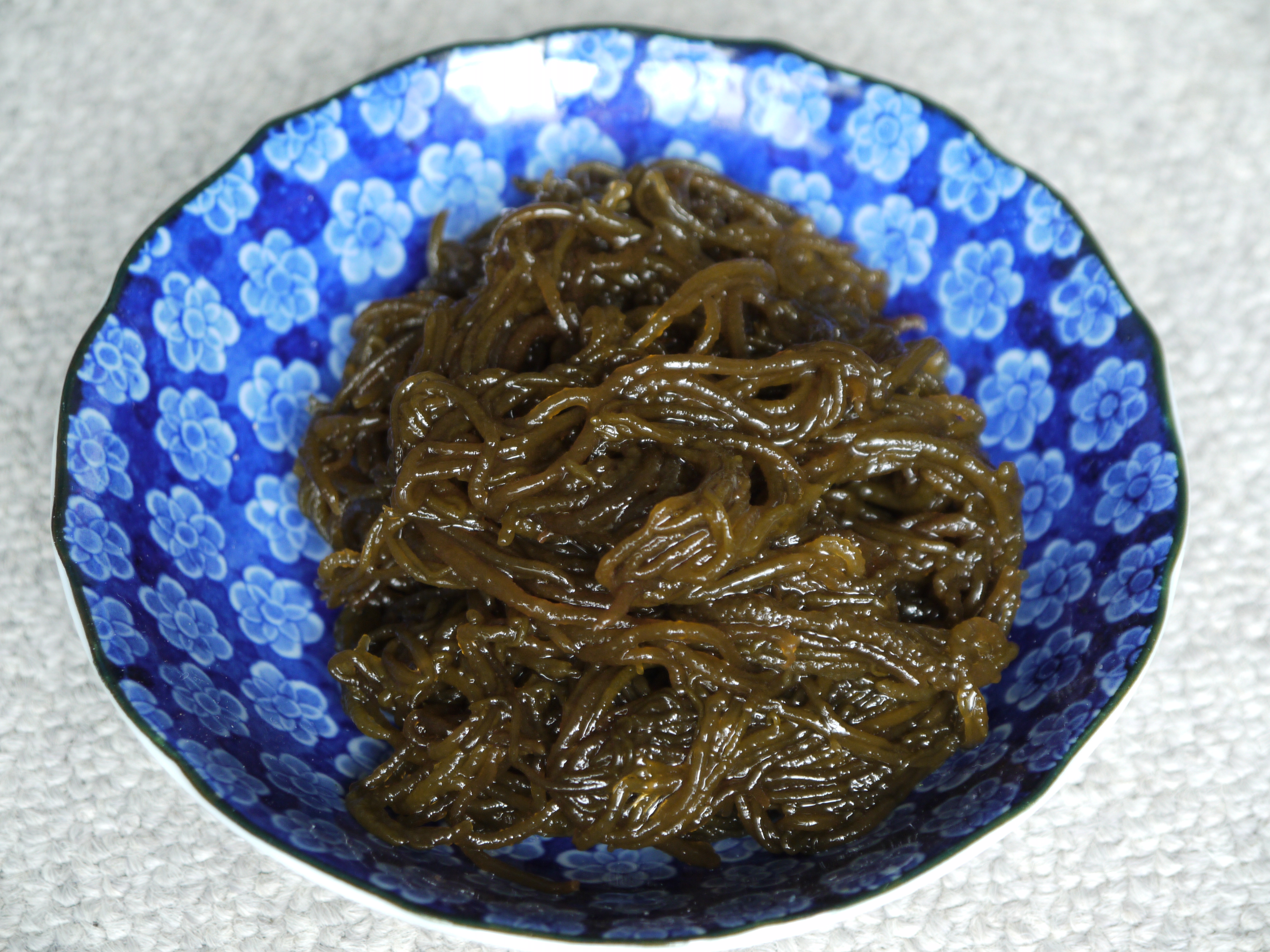
Mozuku

Mozuku (japanisch Katakana: モズク modzuku, Kanji: 水雲 ‚Wasserwolke‘, 海雲 ‚Meereswolke‘) ist ein Sammelbegriff für verschiedene Arten japanischer Braunalgen aus der Familie der Chordariaceae, die als Lebensmittel verwendet werden. Dazu zählen Ito-Mozuku (Nemacystus decipiens),
Okinawa-Mozuku (Cladosiphon okamuranus),
Ishi- oder Kusa-Mozuku (Sphaerotrichia divaricata) (Syn.: Sphaerotrichia japonica) und Futo-Mozuku (Tinocladia crassa). AlgaeBase listet zusätzlich Yezo-mozuku oder Nise-futomozuku (Eudesme virescens), Nise-mozuku (Acrothrix pacifica), Karafuto-mozuku (Heterosaundersella hattoriana) und Ishi-mozuku (Chordaria firma).
Gelegentlich wird auch Kuromo, die zu den Froschbissgewächsen gehörende Grundnessel (Hydrilla verticillata), als Mozuku bezeichnet.

## Anbau
Okinawa-Mozuku wird seit den 1975er Jahren in Japan landwirtschaftlich kultiviert, vor allem an den Küsten von Okinawa. Im Jahr 2006 konnten etwa 20.000 Tonnen geerntet werden. Durch die zunehmende Erwärmung des Ozeans geht die Produktion seit 2015 zurück.

## Inhaltsstoffe
Okinawa-Mozuku (Cladosiphon okamuranus) enthält wie viele Braunalgen den Schleimstoff Fucoidan, ein sulfatiertes Polysaccharid mit dem Zucker Fucose. Isoliertem Fucoidan werden vielseitige biologische Wirkungen zugeschrieben. Darauf beruht die Vermarktung von Okinawa-Mozuku als Superfood mit angeblich lebensverlängernder Wirkung. Bei reichlichem Verzehr der Algen wurden Vergiftungserscheinungen beobachtet (Mozuku Poisoning). Isoliertes Fucoidan aus Cladosiphon okamuranus erwies sich als toxikologisch unbedenklich.

## Verwendung
Frischer Mozuku ist nicht lange aufbewahrbar und deshalb meist nur im Feinkostbereich erhältlich. In ganz Japan wird Mozuku in einer Essig-Sauce verkauft und ist dadurch lange haltbar. In Salz eingelegter Mozuku wird Enzou-Mozuku genannt und ist vor allem im Feinkosthandel zu finden. Außerdem gibt es getrockneten Mozuku im Handel; dies ist allerdings nur ein kleiner Prozentbereich der jährlichen Mozuku-Produktion. Für die Zubereitung wird Mozuku in kaltes Wasser eingelegt, anschließend abgewaschen und mit Essig und Salz oder Essig, Sojasoße, Dashi und Ingwer gewürzt. Mozuku wird typischerweise kalt als Vorspeise, Salat oder mit Sashimi serviert.